# 夏洛特灣

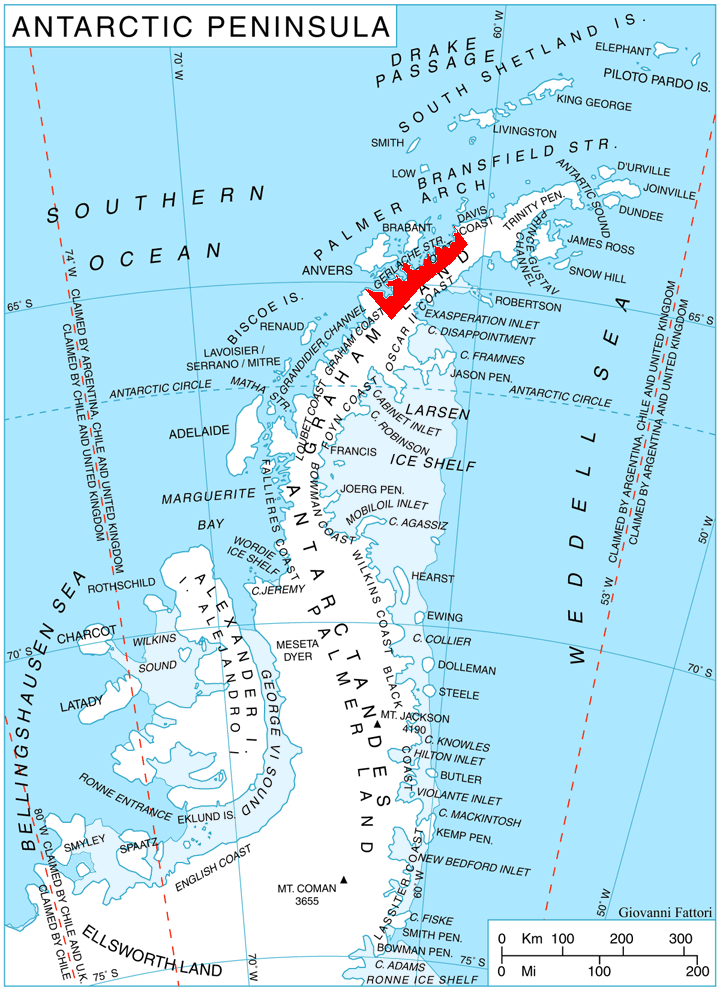

夏洛特灣（英語：Charlotte Bay）是南極洲的海灣，位於葛拉漢地西岸，處於雷克呂半島和穆雷島之間，由比利時的探險隊發現，現時由南極條約體系管理。

## 外部連結
- SCAR Composite Gazetteer of Antarctica（页面存档备份，存于）.